# 宋魁
張鉉，江西吉安府吉水縣人，明朝政治人物、進士出身。

## 生平
永樂十三年，登進士，授翰林院庶吉士。